# SN 2004hf
SN 2004hf – supernowa typu Ia odkryta 16 listopada 2004 roku w galaktyce A023200-0842. W momencie odkrycia miała maksymalną jasność 22,00m.